# Assedio di Bergen op Zoom (1588)
L'assedio di Bergen op Zoom del 1588 fu uno scontro che si svolse dal 23 settembre al 13 novembre 1588 presso la città di Bergen op Zoom (attuali Paesi Bassi) nel corso della guerra degli ottant'anni. La forza assediate degli anglo-olandesi guidati da Thomas Morgan e di Peregrine Bertie, XIII barone Willoughby de Eresby si scontrarono con gli spagnoli di Alessandro Farnese, duca di Parma. Un ufficiale inglese di nome Grimstone riuscì a respingere nel sangue un assalto degli spagnoli con una trappola. Una colonna anglo-olandese al comando di Maurizio d'Orange giunse ben presto e costrinse il duca di Parma a ritirarsi, ponendo così fine all'assedio.

## Antefatto
Avendo sconfitto l'Invincibile Armata, l'Inghilterra era stata liberata dal pericolo di una possibile invasione da parte della Spagna nell'estate del 1588. Nel contempo il duca id Parma col suo esercito aveva iniziato a radunarsi per l'invasione, quando seppe che l'impresa era naufragata.
Il duca di Parma a questo punto decise di marciare verso il ducato di Brabante con l'intento di conquistare la piazzaforte di Bergen op Zoom prima dell'arrivo dell'inverno. Il Farnese inviò un reggimento al comando del marchese di Burgau con 8 000 uomini del conte di Mansfelt, del principe di Ascoli e del duca di Pastrana, nel tentativo di conquistare l'isola di Tholen. Sull'isola si trovava un'importante città di col medesimo nome poco più a nord di Bergen op Zoom, sul lato opposto del canale dello Scheldt che separava l'isola dell'entroterra del Brabante. Il governatore di Bergen op Zoom era Thomas Morgan e la guarnigione locale era perlopiù inglese, composta da dodici reggimenti e tre squadroni di cavalleria ai comandi di Peregrine Bertie (lord Willoughby) e sir William Drury.
Morgan era stato in Inghilterra per sovrintendere le difese della costa inglese durante il tentativo di attacco dell'armata spagnola, lasciando lord Willoughby in carico alla situazione nei Paesi Bassi. Willoughby nel frattempo aveva lavorato duro per potenziare le difese di Bergen op Zoom. Costruì delle difese esterne alla Porta di Wouw, per difendere il ponte levatoio sul fossato che circondava la città e proteggere parte delle mura, ed altri lavori per costruire trincee e fortificazioni. Questi si avvalse dei consigli del conte Everard Solms, che proveniva da Tholen, dove aveva condotto un reggimento di zelandesi.

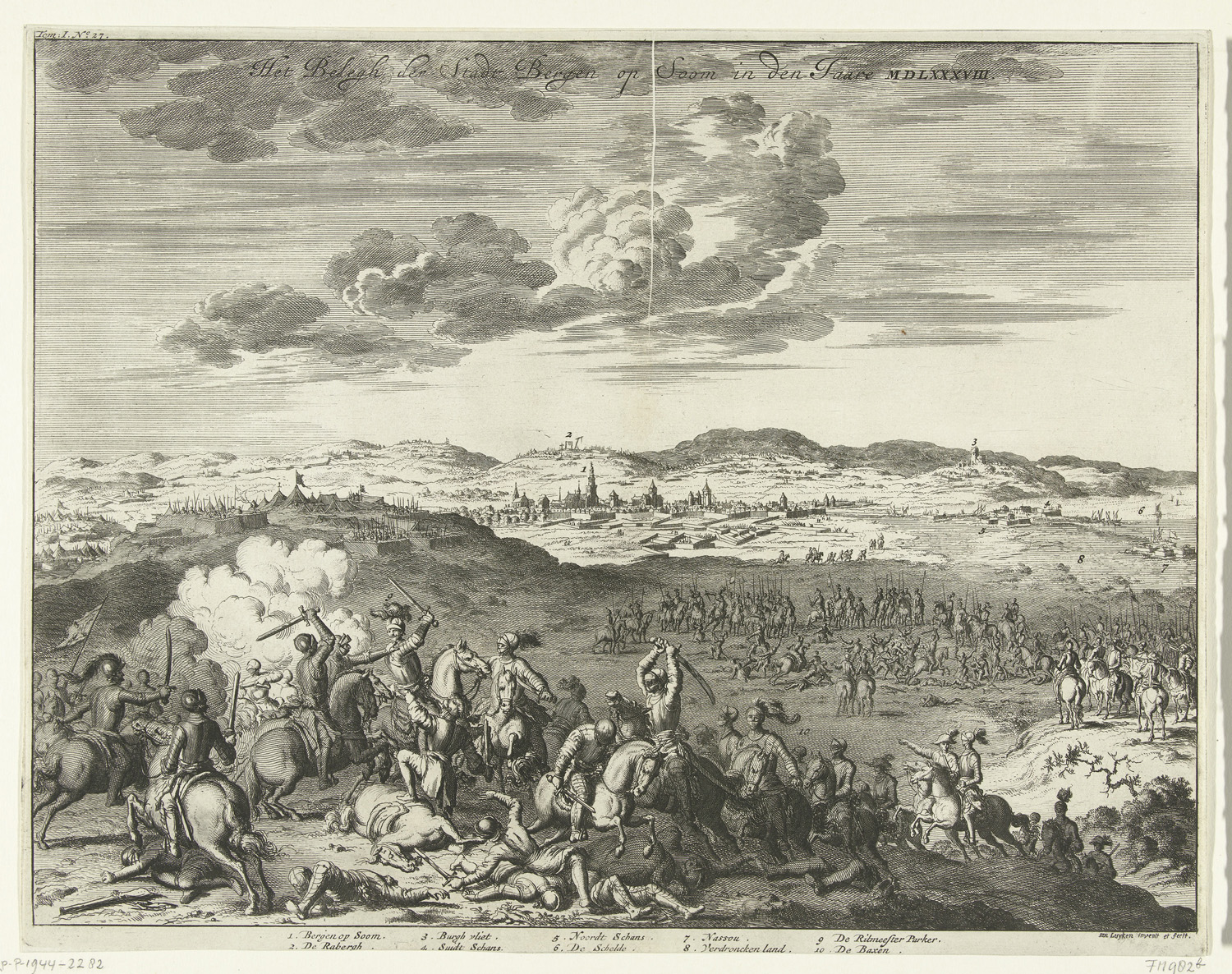
La cavalleria olandese attacca gli spagnoli durante l'assedio della città di Bergen op Zoom. Incisione di Jan Luyken

Avanzando verso Tholen, gli spagnoli attaccarono la città ma diversi tentativi vennero respinti da Solms e dalle sue truppe che inflissero al nemico circa 400 morti. Il comandante delle truppe spagnole per poco non affogò attraversando il fiume nella ritirata. Il duca di Parma, malgrado la sconfitta, non perse tempo e pocedette in direzione di Bergen op Zoom.

## L'assedio
Morgan tornò dall'Inghilterra e trovò che il duca di Parma aveva circondato la città, ma Willougby era stato in grado di agire di conseguenza. Le acque delle dighe attorno alla città vennero rilasciate dagli abitanti per inondare la campagna circostante così da impantanare il nemico. Con l'eccezione di alcuni punti particolarmente elevati occupati dalle forze del duca di Parma, tutto il terreno era coperto d'acqua. L'esercito spagnolo constava di quasi 20 000 uomini e Morgan ordinò la costruzione di ulteriori opere difensive dal 23 settembre. Gli spagnoli, non riuscendo a sfondare, iniziarono a sentire la mancanza di rifornimenti e di equipaggiamento adeguato. Durante una delle sortite degli olandesi, il giovane Francis Vere ricevette una ferita di picca ad una gamba.
La milizia a cavallo olandese al comando dei commercianti olandesi Paul e Marcellus Bax fece una sortita tra le linee spagnole sulla via per Wouw, facendo diversi prigionieri. In quello stesso giorno una barca lasciò Anversa per venire in aiuto alle truppe spagnole. Gli olandesi catturarono l'imbarcazione e vi trovarono a bordo l'equivalente di 60 000 fiorini e 12 prigionieri: quella era la cassa con cui il principe Farnese avrebbe dovuto pagare i suoi uomini. Il duca di Parma, incapace di conquistare la città e non potendo pagare i suoi uomini, decise di recedere dall'assedio.

### L' "abile Grimstone"
Durante una delle tre sortite Robert Redhead, un vivandiere, riuscì a catturare due importanti prigionieri tra gli spagnoli: Cosimo d'Alessandrini e Pedro de Lugo, commissario d'artiglieria. I due stavano valutando lo status delle mura del nemico in segreto quando vennero notati dagli inglesi e catturati sul posto. Il forte a nord era una potente fortezza che assicurava l'entrata a Bergen op Zoom dallo Scheldt dal lato nord-est. I due spagnoli rimasero prigionieri del luogotenente della guarnigione, nella sua casa, appartenente a William Grimstone. Quest'ultimo escogitò un trucco per beffare l'armata spagnola facendo credere al duca di Parma che sarebbe stato semplice prendere la città. Grimstone finse di essere uno strenuo cattolico e un sostenitore di William Stanley che già aveva tradito gli inglesi. Questi lasciò il campo con delle lettere che fingevano essere redatte dai due spagnoli prigionieri e si portò dal duca di Parma informandolo che tutto era pronto per far entrare gli assedianti nel forte in totale sicurezza. Il 6 ottobre, mentre discutevano col duca di Parma, venne costretto a giurare il vero sul Santissimo Sacramento, promettendo nel contempo laute fortune in caso di successo.

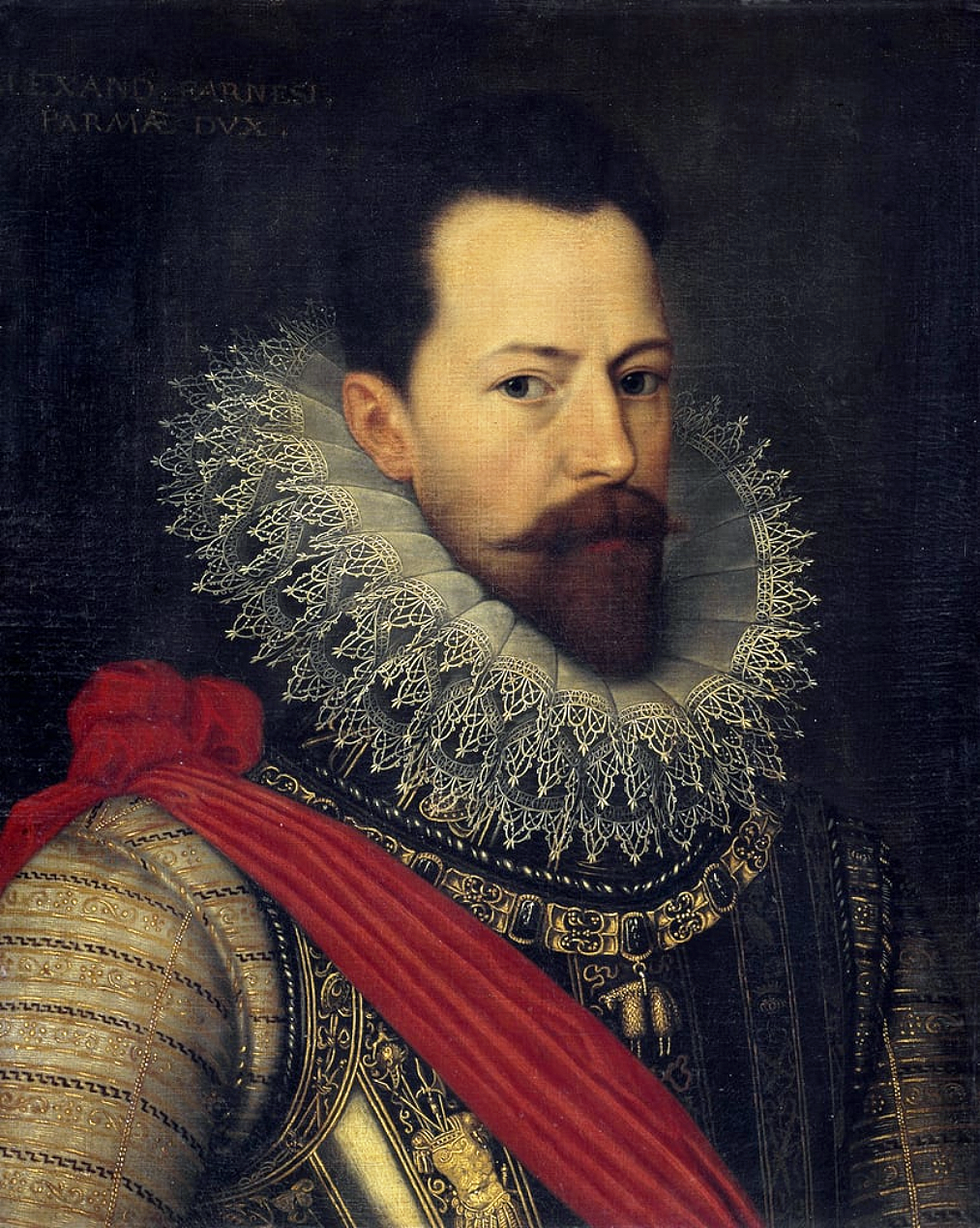
Il duca di Parma in un ritratto di Otto van Veen

Il duca di Parma scelse una banda di cento tra picchieri e moschettieri, seguiti a distanza da una forza più consistente al comando del maestro di campo don Sancho de Leyva. Con lui erano don Juan de Mendoza, don Alonzo de Idiaquez e William Stanley, tutti sotto la guida di Grimstone. Con la grata esterna alzata, gli spagnoli si gettarono a capofitto nella città. Subito dopo le porte si chiusero dietro di loro e gli spagnoli si trovarono intrappolati nella città. Francis Vere guidò la carica verso gli spagnoli entrati in città che finirono massacrati completamente.
Le truppe che si trovavano all'esterno si accorsero di ciò che stava accadendo all'interno della città e che i loro compagni erano caduti in una trappola mortale, ma si rifiutarono comunque di abbandonare l'attacco, riprendendo vigorosamente l'attacco alle fortificazioni. Nella confusione, i due ufficiali spagnoli fatti prigionieri dagli inglesi riuscirono a fuggire.
Nella fuga successiva verso il campo, 300 soldati spagnoli affogarono. Il duca di Parma rimase impietrito da quanto era successo e da quanto gli era stato riferito dai sopravvissuti.

### Le forze olandesi
Giunse il giorno successivo allo scontro una forza di 600 tra scozzesi e olandesi comandati da Maurizio d'Orange che andarono a rinforzare la guarnigione locale. La forza combinata prontamente lanciò un altro attacco scalzando gli spagnoli dalle trincee. Con l'arrivo di queste forze la posizione degli spagnoli divenne insostenibile. Il duca di Parma decise di dar fuoco al proprio accampamento e la notte del 12 novembre si ritirò in ordine sparso. La mattina successiva, ad ogni modo, la retroguardia spagnola venne assaltata dalle forze inglesi che fecero ulteriori prigionieri e presero diversi rifornimenti.

## Conseguenze

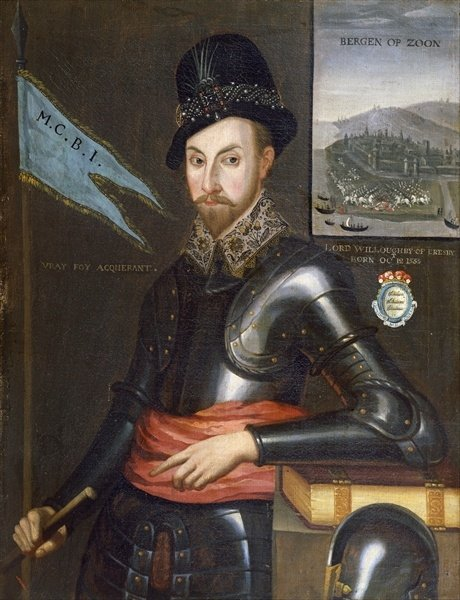
Peregrine Bertie, con dietro di lui la raffigurazione dell'assedio di Bergen

Il duca di Parma ed il suo esercito ritornarono sconfitti a Bruxelles dopo sei settimane di assedio. Willoughby aveva conseguito un'importante vittoria agli occhi della regina Elisabetta I d'Inghilterra, in particolare dopo la recente sconfitta dell'armata spagnola.
Gli spagnoli persero 1 000 uomini nello scontro tra morti ed annegati durante l'assalto e la fuga. Gli anglo-olandesi ebbero perdite minime, perlopiù per malattia. Grimston e Redhead ricevettero un dono di 1 000 fiorini ciascuno dalla regina ed una pensione annua di 600 fiorini.
L'esercito spagnolo si ammutinò quindi per la mancanza della paga; la cassa di guerra era vuota in quanto il denaro era andato perduto sia a vantaggio degli olandesi, sia per via del fatto che i galeoni che portavano l'argento dalle Americhe venivano regolarmente assaltati dalle navi inglesi. Il duca di Parma si preoccupò di risistemare i forti di Roosendaal, Turnhout e Kempeu in previsione di possibili incursioni da parte della guarnigione di Bergen nel Brabante. Il conte di Mansfeld prese la piccola città di Wachtendonck nella regione della Gheldria.
Francis Vere, che si era distinto nel combattimento, venne creato cavaliere da Willoughby sul campo di battaglia per il suo coraggio. Vere l'anno successivo ottenne il comando dell'esercito inglese nei Paesi Bassi quando Willoughby si dimise dopo vent'anni di comando. Molto stimato dalla regina come pure dagli Stati Generali olandesi, Vere sarà una delle figure principali della storia successiva dei Paesi Bassi.
Bergen op Zoom rimase nelle mani degli anglo-olandesi per i successivi quarant'anni, respingendo attacchi come l'assedio del 1622 nel quale le truppe inglesi giocarono un ruolo significativo.